# Liste des évêques et archevêques de Dubuque
Cette page présente la liste des évêques et archevêques de Dubuque
Le diocèse de Dubuque est créé le 28 juillet 1837, par détachement de celui de Saint Louis.
Il est érigé en archidiocèse métropolitain (Archidioecesis Dubuquensis) le 15 juin 1893.

## Sont évêques
- 28 juillet 1837-† 19 février 1858 : Mathias Loras (Pierre Jean Mathias Loras)
- 20 février 1858-† 22 septembre 1865 : Timothy Smyth (Timothy Clément Smyth)
- 24 avril 1866-15 juin 1893 : John Ier Hennessy

## Puis sont archevêques
- 15 juin 1893-† 4 mars 1900 : John Ier Hennessy, promu archevêque.
- 24 juillet 1900-28 avril 1911 : John II Keane (John Joseph Keane)
- 11 août 1911-† 2 août 1929 : James Ier Keane (James John Keane)
- 17 janvier 1930-11 novembre 1946 : Francis Beckman (Francis Joseph Beckman)
- 11 novembre 1946-2 décembre 1954 : Henry Rohlman (Henry Patrick Rohlman)
- 2 décembre 1954-16 décembre 1961 : Léo Binz
- 7 mars 1962-23 août 1983 : James II Byrne (James Joseph Byrne)
- 20 décembre 1983-16 octobre 1995 : Daniel Kucera (Daniel William Kucera)
- 16 octobre 1995-8 avril 2013[1] : Jérôme Hanus (Jérôme George Hanus)
- 8 avril 2013-4 avril 2023[1] : Michael Jackels (Michael Owen Jackels)
- depuis le 26 juillet 2023 : Thomas Robert Zinkula (en)

## Galerie de portraits

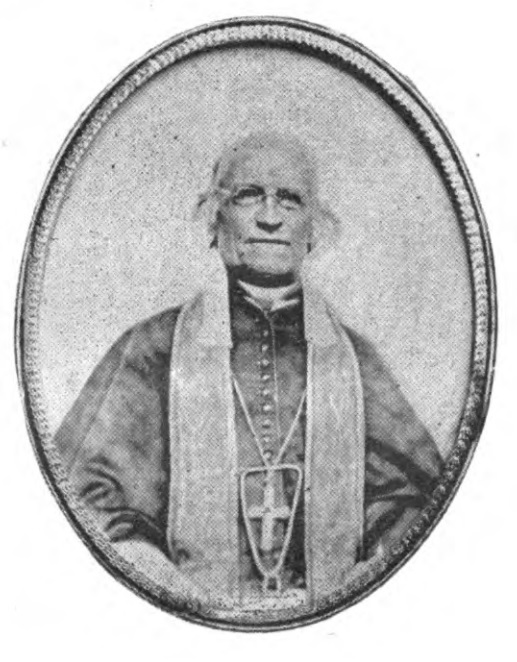
Mathias Loras (1837-1858)
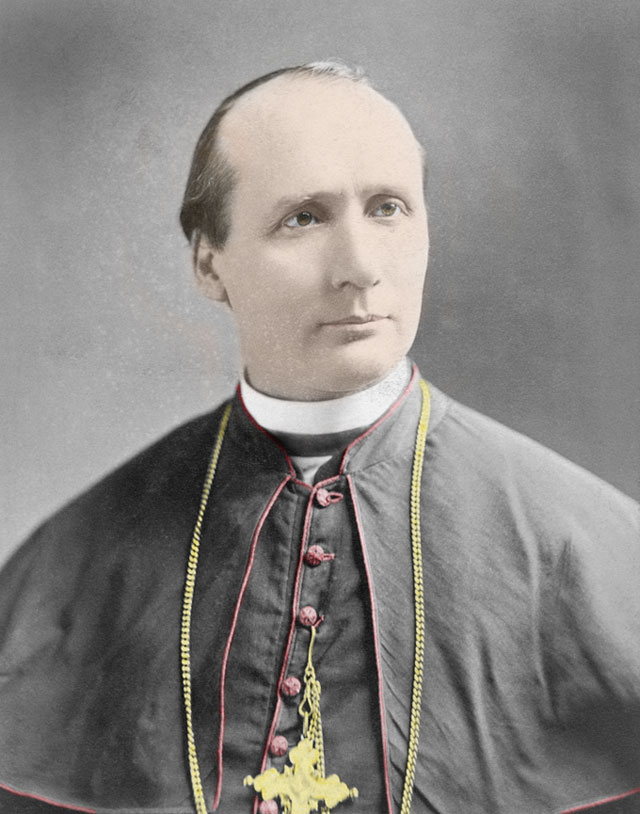
John II Keane (1900-1911)
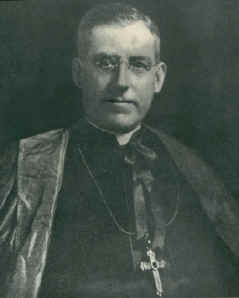
James Ier Keane (1911-1929)

## Article lié
- Archidiocèse de Dubuque

## Sources
- L'Annuaire Pontifical, sur le site Catholic-Hierarchy